# Hetaerina vulnerata
Hetaerina vulnerata o caballito escarlata barranquero es un caballito del diablo de la familia de los caballitos de alas anchas (Calopterygidae). Hetaerina viene del griego hetairos “compañero” y vulnerata “herido” probablemente por el color rojizo de las alas.

## Nombre común
- Español: caballito escarlata barranquero.

## Clasificación y descripción de la especie
Es un caballito del diablo de la familia Calopterygidae. Al igual que los demás miembros de su género, se distingue por la gran mancha rojo carmesí, o escarlata, en la base de las alas de los machos; además de una coloración blanquecina en las venaciones de la mancha roja sobre la cara ventral. El labrum de los machos es amarillo pálido con una mancha central café obscuro. El dorso del pterotórax es color rojo iridiscente con una línea negra mediodorsal, las puntas de las alas están “ahumadas” y carecen de pterostigma con excepción de una población en Nuevo León, México. Su longitud total varía entre 3.6 y 4.9 cm y la longitud alar entre 2.8 y 3.2 cm.

## Distribución de la especie
Se distribuye en Norteamérica,  desde el suroeste de EUA hasta Honduras. Esta especie vuela desde mediados de mayo hasta mediados de octubre.

## Ambiente terrestre
Se encuentra a lo largo de arroyos y ríos sin dosel en áreas forestadas.

## Estado de conservación
La Unión Internacional para la Conservación de la Naturaleza (UICN) la considera en la categoría Preocupación Menor (LC).